# Olmeda de las Fuentes
Olmeda de las Fuentes é um município da Espanha na província e comunidade autónoma de Madrid, de área 16,73 km² com população de 258 habitantes (2007) e densidade populacional de 11,54 hab/km².

## Demografia
| Variação demográfica do município entre 1991 e 2004 | Variação demográfica do município entre 1991 e 2004 | Variação demográfica do município entre 1991 e 2004 | Variação demográfica do município entre 1991 e 2004 |
| --------------------------------------------------- | --------------------------------------------------- | --------------------------------------------------- | --------------------------------------------------- |
| 1991                                                | 1996                                                | 2001                                                | 2004                                                |
| 120                                                 | 146                                                 | 153                                                 | 193                                                 |